# Tillandsia 'Starburst'
Tillandsia 'Starburst' es un  cultivar híbrido del género Tillandsia perteneciente a la familia  Bromeliaceae.
Es un híbrido creado con la especie Tillandsia brachycaulos × Tillandsia schiedeana.